# Pantoclis scotica
Pantoclis scotica är en stekelart som först beskrevs av Jean-Jacques Kieffer 1909.  Pantoclis scotica ingår i släktet Pantoclis, och familjen hyllhornsteklar. Arten är reproducerande i Sverige.